# Nuthin' Fancy
Nuthin' Fancy es el tercer álbum de estudio de la banda estadounidense de rock Lynyrd Skynyrd. Fue su primer disco en llegar al top 10 en Estados Unidos, donde llegó al puesto número nueve. La RIAA lo certificó oro en 1975 y platino en 1987. Es el primer disco en contar con el batería Artimus Pyle y el último con el guitarrista Ed King hasta su vuelta en 1991 con Lynyrd Skynyrd 1991. 

## Lista de canciones
Cara A
1. "Saturday Night Special" (E. King, R. Van Zant) – 5:06
2. "Cheatin' Woman" (R. Van Zant, G. Rossington, A. Kooper) – 4:38
3. "Railroad Song" (E. King, R. Van Zant) – 4:14
4. "I'm a Country Boy" (A. Collins, R. Van Zant) – 4:24

Cara B
1. "On the Hunt" (A. Collins, R. Van Zant) – 5:25
2. "Am I Losin'" (G. Rossington, R. Van Zant) – 4:32
3. "Made in the Shade" (R. Van Zant) – 4:40
4. "Whiskey Rock-a-Roller" (E. King, R. Van Zant, B. Powell) – 4:33

Pistas adiconales reedición 1999
1. "Railroad Song" (directo) (E. King, R. Van Zant) - 5:27
2. "On the Hunt" (directo) (A. Collins, R. Van Zant) - 6:10

## Personal
Lynyrd Skynyrd
- Ronnie Van Zant – voz
- Allen Collins – guitarra
- Ed King – guitarra
- Gary Rossington – guitarra
- Billy Powell – teclados
- Leon Wilkeson – bajo
- Artimus Pyle – batería, percusión

Músicos adicionales
- Barry Harwood – dobro, mandolina
- Jimmy Hall – armónica
- David Foster – piano
- Bobbye Hall – percusión

- Datos: Q867076